# Mauga Silisili
Mauga Silisili – szczyt na wyspie Savaiʻi, należącej do Samoa. Jest to najwyższy szczyt tego kraju.